# لارس هيرمل
لارس هيرمل (بالألمانية: Lars Hermel)‏ (28 سبتمبر 1970 بكيمنتس في ألمانيا - ) هو مدرب كرة قدم ولاعب كرة قدم ألماني (وحمل سابقاً جنسية ألمانيا الشرقية) في مركز الدفاع. لعب مع كيمنتزر ونادي فرايبورغ وBahlinger SC ‏ وFSV Zwickau ‏.

## وصلات خارجية
- لارس هيرمل على موقع الاتحاد الدولي (مؤرشف)  (الإنجليزية)
- لارس هيرمل على موقع قاعدة بيانات كرة القدم.إي يو (الإنجليزية)
- لارس هيرمل على موقع بيانات كرة القدم. دي إي (الألمانية)
- لارس هيرمل على موقع عالم كرة القدم.نت (الإنجليزية)